# ¥$
¥$ — американский хип-хоп-дуэт, состоящий из рэпера Ye и певца Ty Dolla Sign. В 2023 году они поддерживали тесные отношения, и Уэст пригласил Ty Dolla Sign записать песни в Токио, Италии, а затем и в Саудовской Аравии. Во время записи одиннадцатого студийного альбома Уэста дуэт начал работу над своим совместным альбомом "Vultures 1" (2024).
Несмотря на неоднозначную реакцию критиков, "Vultures 1" имел коммерческий успех, дебютировав на вершине Billboard 200 и выпустив сингл "Carnival" (с Rich the Kid при участии Playboi Carti), который достиг вершины Billboard Hot 100. После нескольких задержек второй альбом дуэта, Vultures 2 (2024), был выпущен в августе того же года; он был встречен более слабыми продажами — достигнув второго места в Billboard 200 — и негативно воспринят критиками, которые сочли альбом крайне незавершенным. Они стали лучшей группой на BET Awards 2024.

## Дискография

### Студийные альбомы
| Название   | Детали альбома                                                                          | Наивысшие позиции в чартах | Наивысшие позиции в чартах | Наивысшие позиции в чартах | Наивысшие позиции в чартах | Наивысшие позиции в чартах | Наивысшие позиции в чартах | Наивысшие позиции в чартах |
| Название   | Детали альбома                                                                          | US                         | AUS                        | CAN                        | NOR                        | NZ                         | SWE                        | UK                         |
| ---------- | --------------------------------------------------------------------------------------- | -------------------------- | -------------------------- | -------------------------- | -------------------------- | -------------------------- | -------------------------- | -------------------------- |
| Vultures 1 | - Выпущен: 10 февраля 2024 - Лейбл: YZY - Формат: CD, LP, цифровое скачивание, стриминг | 1                          | 1                          | 1                          | 1                          | 1                          | 2                          | 2                          |
| Vultures 2 | - Выпущен: 3 августа 2024 - Лейбл: YZY - Формат: CD, LP, цифровое скачивание, стриминг  | 2                          | 4                          | 1                          | 2                          | 3                          | 9                          | 7                          |